# Guaribas
Guaribas este un oraș în Piauí (PI), Brazilia.